# 마르가레테 힘러
마르가레테 힘러(혼전성 보덴(Boden), 독일어: Margarete Himmler, 1893년 9월 9일 ~ 1967년 8월 25일)는 나치 독일의 친위대 SS국가지도자 하인리히 힘러의 아내이다.
비드고슈치에서 태어났으며 브롬베르크에 있는 회헤레 퇴히테르슐레(여자 고등학교)에 다녔다. 그녀는 제1차 세계대전 당시 간호사로 일했으며, 종전 후 첫 번째 결혼을 하였으나 아이를 낳지 못했다. 이혼 후 아버지의 경제적 지원으로 간호 병원을 운영할 수 있었다.
1928년에 하인리히 힘러와 만나 결혼하였고 딸 구드룬 힘러를 낳았다. 구드룬이 태어난 후 더 이상 자녀를 낳지 못하자 아들을 입양하였지만, 결국 1940년에 힘러와 별거하였고 힘러는 그동안 비서인 헤트비히 포타스트와 동거하여 아들 헬게와 딸 나네테를 낳았다.
1945년 마르가레테는 구드룬과 함께 연합군에 체포되어 수감되었는데, 특별한 증거가 없자 결국 석방되었다. 그 후 1952년 구드룬이 베델을 떠난 뒤 1955년 가을부터 여동생 리디아와 입양한 아들 게르하르트와 함께 하펜의 아파트에서 살았고 1967년 8월 25일 사망했다.

### 참고 문헌
- Longerich, Peter (2012). 《Heinrich Himmler: A Life》. Oxford; New York: Oxford University Press. ISBN 978-0-19-959232-6.
- Himmler, Katrin (2007). 《The Himmler Brothers》. London: Pan Macmillan. ISBN 978-0-330-44814-7.
- Staff (2010년 12월 2일). “Shadowy Nazi support group still honours daughter of SS head”. 《sify.com》. Sify News. 2013년 2월 6일에 원본 문서에서 보존된 문서. 2012년 7월 1일에 확인함.